# Clonaria manderensis
Clonaria manderensis är en insektsart som först beskrevs av Lucien Chopard 1954.  Clonaria manderensis ingår i släktet Clonaria och familjen Diapheromeridae. Inga underarter finns listade i Catalogue of Life.